# Hyalophora griffithsi
Hyalophora griffithsi är en fjärilsart som beskrevs av Tutt 1901. Hyalophora griffithsi ingår i släktet Hyalophora och familjen påfågelsspinnare. Inga underarter finns listade i Catalogue of Life.